# نيقولاي بوبا (قاضي)
نيقولاي بوبا (بالرومانية: Nicolae Popa)‏ هو قاضي روماني، ولد في 1 سبتمبر 1939 في بلدة «ميهاييشت» في رومانيا.